# Route nationale 408
Die Route nationale 408, kurz N 408 oder RN 408, war eine französische Nationalstraße.
Der Streckenverlauf führte von einer Kreuzung mit der Nationalstraße N4 in Toul aus bis nach Warcq. Die Gesamtlänge betrug 81 Kilometer.
Die Straßennummer wurde erstmals im Jahr 1933 in das Nationalstraßennetz aufgenommen.
Im Jahr 1973 wurde die Nationalstraße zur Departement-Straße D908 zurückgestuft.
Seitdem existiert keine andere Nationalstraße unter dieser Straßennummer.